# Nacerdes brancucci
Nacerdes brancucci es una especie de coleóptero de la familia Oedemeridae.

## Distribución geográfica
Habita en Jammu (India).